# Complicació de l'embaràs
Les complicacions de l'embaràs són problemes de salut relacionats amb l'embaràs. Les complicacions que es produeixen principalment durant el part es denominen complicacions del part i els problemes que es produeixen principalment després del part es denominen trastorns puerperals. Les complicacions greus de l'embaràs, el part i el puerperi estan presents en l'1,6% de les mares als Estats Units i en l'1,5% de les mares al Canadà. El 31% de les persones embarassades refereixen problemes de salut a llarg termini (que persisteixen després dels sis mesos postpart).
L'any 2016, les complicacions de l'embaràs, el part i el puerperi van provocar globalment en 230.600 morts, baixant dels 377.000 morts del 1990. Les causes més comunes de mortalitat materna són l'hemorràgia obstètrica, la sèpsia puerperal i altres infeccions, hipertensió de l'embaràs, distòcia, i interrupció de l'embaràs, que inclou avortament espontani, embaràs ectòpic i interrupció voluntària de l'embaràs.
No hi ha una distinció clara entre complicacions de l'embaràs i símptomes i molèsties de l'embaràs. Així, aquestes últimes si no són intenses, no interfereixen significativament amb les activitats de la vida diària ni representen cap amenaça significativa per a la salut de la mare o del nadó. Per exemple, les nàusees lleus poden ser només una molèstia, però si són importants (hiperèmesi gravídica) i amb vòmits poden causar trastorns hidroelectrolítics i llavors es poden classificar com a complicació de l'embaràs.

## Tipus

### Problemes materns
- Diabetis gestacional
- Hiperèmesi gravídica
- Dolor pelvià
- Hipertensió de l'embaràs
- Trombosi venosa profunda
- Anèmia
- Susceptibilitat a infeccions
- Cardiomiopatia peripart
- Hipotiroïdisme

### Problemes fetals i placentaris
- Embaràs ectòpic
- Avortament espontani
- Despreniment prematur de placenta
- Placenta prèvia
- Placenta accreta
- Embaràs múltiple
- Infecció de transmissió vertical
- Hemorràgia intrauterina